# Fußball-Club Sachsen Leipzig 1990
Il Fußball-Club Sachsen Leipzig 1990 e.V. è stata una società calcistica tedesca di Lipsia, in Sassonia.
Rifondata più volte nel corso della propria storia, la società vantava origini relativamente antiche.

## Storia
Le origini del club risalgono al 1899, anno in cui fu fondato il Britannia Leipzig. Successivamente il Britannia si fuse nel 1919 con l'FC Hertha 05 Leipzig creando il Leipziger Sportverein 1899. Nel 1938 in seguito all'unione con l'SV Tura Leipzig, cambiò nome in Tura 1899 Leipzig.
Nel 1933 il Terzo Reich riorganizzò il calcio tedesco in 16 Gauligen. Il Tura militava già in Gauliga Sachsen, perciò la nuova compagine andò a giocare anche lei in massima divisione. Nel 1939 il club evitò la retrocessione perché nel medesimo anno la Gauliga Sachsen fu divisa in due gironi. Nel 1942 un periodo di opache prestazioni, retrocesse; nel 1943 ritornò nuovamente in prima divisione, ma la Seconda guerra mondiale rese ingestibile il sistema delle Gauliga, perciò i campionati furono divisi in ulteriori campionati cittadini. Il Tura si unì al SpVgg Leipzig per formare temporaneamente il Kriegsspielgemeinschaft Leipzig.
Nell'immediato dopoguerra, come molte altre associazioni, i club calcistici furono sciolti dalle autorità alleate per essere ricostituiti poco dopo dalle ceneri delle società esistenti prima e la compagine che riprese i risultati del Tura fu il SG Leipzig-Leutzsch. Nel marzo del 1949 SG Leipzig-Leutzsch, SG Lindenau-Hafen, SG Lindenau-Aue, SG Leipzig-Mitte e SG Böhlitz-Ehrenberg si unirono per formare lo ZSG Industrie Leipzig. Nell'agosto di quell'anno la società cambiò nome in BSG Chemie Leipzig. Dopo un campionato vinto nel 1951, nel 1954 i giocatori della squadra furono dirottati nell'SC Lokomotive (da non confondere con l'acerrima rivale 1. FC Lokomotive Lipsia).
Priva dei suoi migliori giocatori il Chemie ha giocato per alcune stagioni in seconda divisione. Nel 1963 le alte sfere dello Stato socialista decisero di riunire i giocatori delle due migliori squadre di Lipsia (SC Lokomotive e SC Rotation) e dividerli in due nuove società: i migliori andarono a formare l'SC Leipzig, mentre gli altri calciatori furono dirottati al Chemie. Ma alla fine del campionato 1964 fu a sorpresa il Chemie a vincere dopo un incontro decisivo vinto ad Erfurt contro l'SC Turbine Erfurt ultima classificata; per la cronaca, l'SC Leipzig terminò il campionato al terzo posto.
Il BSG Chemie Leipzig partecipò alla Coppa dei campioni dove fu eliminato al primo turno dal Vasas ETO Gyor (0-2 a Lipsia e 2-4 in trasferta, i gol furono segnati da Scherbarth e Slaby). 
Dopo la vittoria della FDGB Pokal nel 1966 e la partecipazione alla Coppa delle Coppe 1966/67 (in cui affrontò prima il Legia Varsavia e poi lo Standard Liegi), la squadra fino alla fine degli anni'80 retrocesse varie volte in seconda divisione per essere prontamente promossa l'anno dopo in DDR-Oberliga. Il 30 maggio 1990, dopo la riunificazione tedesca, la società cambiò nome in FC Grün-Weiß 1990 Leipzig, ma dopo poche settimane, precisamente il 1º agosto 1990, assunse la denominazione Sachsen Leipzig dopo l'unione coll'FSV Olefine Böhlen. Sette anni dopo (il 16 luglio 1997) alcuni tifosi del Chemie, insoddisfatti della soluzione e desiderosi di preservare il nome storico della loro squadra del cuore, fondarono un nuovo club denominato BSG Chemie Leipzig.
Il FC Sachsen (costantemente confinato alle divisioni inferiori del calcio tedesco) rimase attivo fino alla fine della stagione 2010-2011, allorché le difficoltà finanziarie si fecero insostenibili e condussero alla sua dissoluzione in data 30 giugno 2011. Le selezioni giovanili superstiti (la gran parte nel 2009 era stata rilevata dal RB Lipsia) si federarono in un nuovo sodalizio denominato SG Leipzig Leutzsch.

## Palmarès

### Competizioni nazionali
- Campionato tedesco orientale: 2

1950-1951, 1963-1964
- Coppa della Germania Est: 2

1957, 1965-1966

### Competizioni regionali
- NOFV-Oberliga: 3

1992-1993, 2002-2003, 2007-2008

### Altri piazzamenti
- Campionato tedesco orientale:

Secondo posto: 1953-1954, 1960
Terzo posto: 1951-1952, 1964-1965
- Coppa della Germania Est:

Finalista: 1958
- Coppa Piano Karl Rappan:

Semifinalista: 1965-1966